# Daniel Alicea
Daniel Alicea (Puerto Rico, 1973-Camden, 8 de septiembre de 2023) fue un boxeador profesional de Puerto Rico de la categoría de peso pluma y peso superpluma.

## Carrera
El 8 de junio de 1996 retó a Naseem Hamed de Reino Unido por el título de peso pluma de la Organización Mundial de Boxeo, la cual se realizó en el Telewest Arena de Newcastle upon Tyne, Inglaterra televisada por Showtime Network. Alicea casi noquea al campeón en el primer round, pero al final él sería noqueado en el segundo round. También tendría un enfrentamiento ante Acelino Freitas de Brasil, pero perdería por knockout en el primer asalto.
Más tarde sería campeón de peso superpluma de la North American Boxing Organization, campeón americano peso superpluma del Consejo Mundial de Boxeo y campeón de peso ligero junior de la North American Boxing Federation.
Al retirarse tuvo un récord de 39 peleas como profesional, con 30 victorias, 22 de ellas por knockout, siete derrotas y dos empates.

## Muerte
En 2016 Alicea fue diagnosticado con leucemia, la cual superaría. Recayó en 2019. Murió el 8 de septiembre de 2023 debido a una hemorragia cerebral.